# Dicksonsjön
Dicksonsjön är en sjö som delas av Chile och Argentina. Den ligger i regionen Región de Magallanes y de la Antártica Chilena, i den södra delen av landet, 1 900 km söder om huvudstaden Santiago de Chile, medan den argentinska sektorn i sjön ligger i provinsen Santa Cruz. Dicksonsjön ligger 199 meter över havet. Arean är 10,5 kvadratkilometer. Den sträcker sig 10,0 kilometer i nord-sydlig riktning, och 5,0 kilometer i öst-västlig riktning.
I omgivningarna runt Dicksonsjön växer i huvudsak lövfällande lövskog. Trakten runt sjön är nära nog obefolkad, med mindre än två invånare per kvadratkilometer.